# Isotopes du magnésium

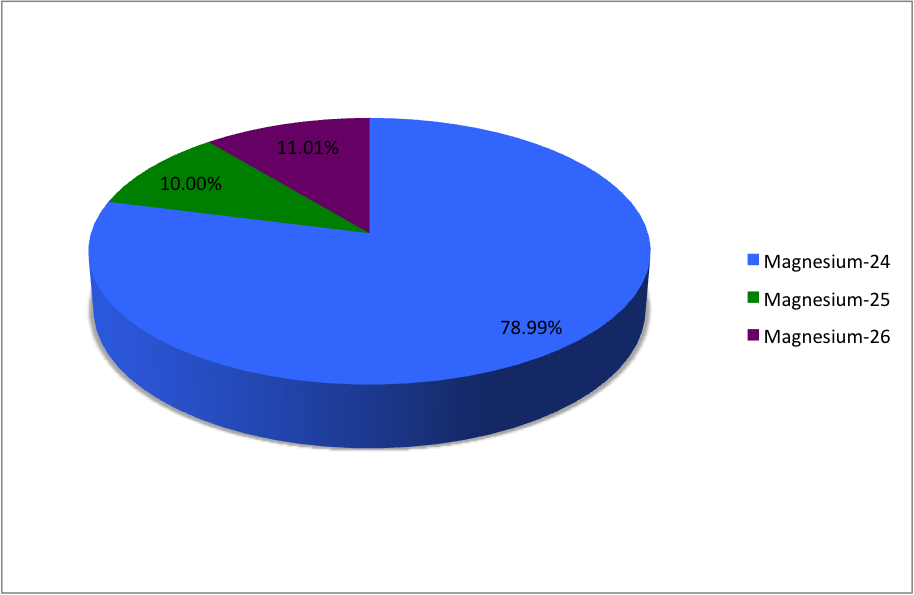
Représentation graphique de l'abondance naturelle des isotopes du magnésium.

Le magnésium (Mg, numéro atomique 12), possède 22 isotopes connus avec un nombre de masse variant entre 19 et 40. Trois d'entre eux sont stables, 24Mg, 25Mg et 26Mg, et naturellement présents dans l'environnement selon un ratio approximatif de 80/10/10. On attribue au magnésium une masse atomique standard de 24,3050 u.
Parmi les 19 radioisotopes connus du magnésium, 28Mg a la durée de vie la plus longue avec une demi-vie de 20,915 h, suivi de 27Mg avec une demi-vie de 9,458 min. Les autres ont tous une demi-vie inférieure à une minute, et la plupart d'entre eux inférieure à une seconde.
Les isotopes plus légers que les isotopes stables se désintègrent principalement par désintégration β+ en isotopes du sodium, ceux plus lourds par désintégration β− en isotopes de l'aluminium.

## Magnésium naturel
Le magnésium  naturel est constitué des trois isotopes stables 24Mg, 25Mg et 26Mg, le premier étant majoritaire. Tous trois sont primordiaux, mais 26Mg est également radiogénique, produit de la désintégration radioactive de 26Al (primordial ou cosmogénique).
| Isotope | Abondance (pourcentage molaire) | Gamme de variations |
| ------- | ------------------------------- | ------------------- |
| 24Mg    | 78,99 (4) %                     | 78,958 – 79,017     |
| 25Mg    | 10,00 (1) %                     | 9,996 – 10,012      |
| 26Mg    | 11,01 (3) %                     | 10,987 – 11,030     |

## Table des isotopes
| Symbole de l'isotope | Z (p) | N (n) | Masse isotopique (u) | Demi-vie         | Mode(s) de désintégration | Isotope(s) fils | Spin nucléaire |
| -------------------- | ----- | ----- | -------------------- | ---------------- | ------------------------- | --------------- | -------------- |
| 19Mg                 | 12    | 7     | 19,03547(27)         |                  |                           |                 | 1/2-#          |
| 20Mg                 | 12    | 8     | 20,018863(29)        | 90,8(24) ms      | β+ (97 %)                 | 20Na            | 0+             |
| 20Mg                 | 12    | 8     | 20,018863(29)        | 90,8(24) ms      | β+, p (3 %)               | 19Ne            | 0+             |
| 21Mg                 | 12    | 9     | 21,011713(18)        | 122(2) ms        | β+ (66,9 %)               | 21Na            | (5/2,3/2)+     |
| 21Mg                 | 12    | 9     | 21,011713(18)        | 122(2) ms        | β+, p (32,6 %)            | 20Ne            | (5/2,3/2)+     |
| 21Mg                 | 12    | 9     | 21,011713(18)        | 122(2) ms        | β+, α (0,5 %)             | 16F             | (5/2,3/2)+     |
| 22Mg                 | 12    | 10    | 21,9995738(14)       | 3,8755(12) s     | β+                        | 22Na            | 0+             |
| 23Mg                 | 12    | 11    | 22,9941237(14)       | 11,317(11) s     | β+                        | 23Na            | 3/2+           |
| 24Mg                 | 12    | 12    | 23,985041700(14)     | Stable           | Stable                    | Stable          | 0+             |
| 25Mg                 | 12    | 13    | 24,98583692(3)       | Stable           | Stable                    | Stable          | 5/2+           |
| 26Mg                 | 12    | 14    | 25,982592929(30)     | Stable           | Stable                    | Stable          | 0+             |
| 27Mg                 | 12    | 15    | 26,98434059(5)       | 9,458(12) min    | β−                        | 27Al            | 1/2+           |
| 28Mg                 | 12    | 16    | 27,9838768(22)       | 20,915(9) h      | β−                        | 28Al            | 0+             |
| 29Mg                 | 12    | 17    | 28,988600(15)        | 1,30(12) s       | β−                        | 29Al            | 3/2+           |
| 30Mg                 | 12    | 18    | 29,990434(9)         | 335(17) ms       | β− (99,94 %)              | 30Al            | 0+             |
| 30Mg                 | 12    | 18    | 29,990434(9)         | 335(17) ms       | β−, n (0,06 %)            | 29Al            | 0+             |
| 31Mg                 | 12    | 19    | 30,996546(13)        | 230(20) ms       | β− (98,3 %)               | 31Al            | 3/2+           |
| 31Mg                 | 12    | 19    | 30,996546(13)        | 230(20) ms       | β−, n (1,7 %)             | 30Al            | 3/2+           |
| 32Mg                 | 12    | 20    | 31,998975(19)        | 86(5) ms         | β− (97,6 %)               | 32Al            | 0+             |
| 32Mg                 | 12    | 20    | 31,998975(19)        | 86(5) ms         | β−, n (2,4 %)             | 31Al            | 0+             |
| 33Mg                 | 12    | 21    | 33,005254(21)        | 90,5(16) ms      | β− (83 %)                 | 33Al            | 7/2-#          |
| 33Mg                 | 12    | 21    | 33,005254(21)        | 90,5(16) ms      | β−, n (17 %)              | 32Al            | 7/2-#          |
| 34Mg                 | 12    | 22    | 34,00946(25)         | 20(10) ms        | β− (>99,9 %)              | 34Al            | 0+             |
| 34Mg                 | 12    | 22    | 34,00946(25)         | 20(10) ms        | β−, n (<,1 %)             | 33Al            | 0+             |
| 35Mg                 | 12    | 23    | 35,01734(43)#        | 70(40) ms        | β−, n (52 %)              | 34Al            | (7/2-)#        |
| 35Mg                 | 12    | 23    | 35,01734(43)#        | 70(40) ms        | β− (48 %)                 | 35Al            | (7/2-)#        |
| 36Mg                 | 12    | 24    | 36,02300(54)#        | 3,9(13) ms       | β−                        | 36Al            | 0+             |
| 37Mg                 | 12    | 25    | 37,03140(97)#        | 40# ms [>260 ns] | β−                        | 37Al            | 7/2-#          |
| 37Mg                 | 12    | 25    | 37,03140(97)#        | 40# ms [>260 ns] | β−, n                     | 36Al            | 7/2-#          |
| 38Mg                 | 12    | 26    | 38,03757(54)#        | 1# ms [>260 ns]  |                           |                 | 0+             |
| 39Mg                 | 12    | 27    | 39,04677(55)#        | <260 ns          |                           |                 | 7/2-#          |
| 40Mg                 | 12    | 28    | 40,05393(97)#        | 1# ms            |                           |                 | 0+             |

1. ↑  Isotopes stables en gras.
2. ↑  Utilisé en datation radiométrique pour des évènements ayant eu lieu au début de l'histoire du système solaire.

Le magnésium 40 n'a été découvert qu'en 2007. Il se situe à la limite de stabilité des nucléides riches en neutrons. En fait son neutron le plus externe n'est pas confiné dans le noyau, et 40Mg ne doit son état de noyau lié qu'à l'existence de couplages neutron-neutron. Il présente aussi des transitions nucléaires inattendues,.

### Remarques
- Les valeurs marquées # ne sont pas purement dérivées des données expérimentales, mais aussi au moins en partie à partir des tendances systématiques. Les spins avec des arguments d'affectation faibles sont entre parenthèses.
- Les incertitudes sont données de façon concise entre parenthèses après la décimale correspondante. Les valeurs d'incertitude dénotent un écart-type, à l'exception de la composition isotopique et de la masse atomique standard de l'IUPAC qui utilisent des incertitudes élargies.